# Lamachus jusseli
Lamachus jusseli är en stekelart som beskrevs av Otto Schmiedeknecht 1914. Lamachus jusseli ingår i släktet Lamachus och familjen brokparasitsteklar. Inga underarter finns listade i Catalogue of Life.